# The Curse of Bridge Hollow
The Curse of Bridge Hollow és una pel·lícula de terror sobrenatural de comèdia estatunidenca del 2022 dirigida per Jeff Wadlow a partir d'un guió de Todd Berger i Robert Rugan. Protagonitzada per Marlon Wayans, Priah Ferguson, Kelly Rowland, John Michael Higgins, Lauren Lapkus, Rob Riggle i Nia Vardalos, es va estrenar a Netflix el 14 d'octubre de 2022. S'ha subtitulat al català.